# Escherichia coli

Una dintre cele mai „simple” forme de viață, Escherichia coli are un sistem motor complex și elice de propulsie, numită flagel bacterian, care conține 40 de piese în mișcare realizate din molecule de proteine

Escherichia coli (nume abreviat: E. coli) este o bacterie Gram-negativă care trăiește în intestinele organismelor cu sânge cald. 

## Caracteristici
E. coli este o bacterie lactozo-pozitivă (descompune lactoza), gram-negativă, oxidazo-negativă, ce apare la microscop sub formă de bastonașe (este un bacil). El face parte din grupa enterobacteriilor care trăiește ca epifit în tractusul digestiv. În unele cazuri de dezechilibrare a microflorei intestinale, aceste bacterii pot produce îmbolnăviri, printr-o înmulțire masivă sau apariția unor tulpini toxicogene. Bacteria a fost denumită în 1919 după numele bacteriologului germano-austriac Theodor Escherich, cel care a descoperit-o.
Bacteriile E. coli nu sunt întotdeauna limitate la intestin, și abilitatea lor de a supraviețui pentru perioade scurte de timp în afara corpului ce le face un organism-indicator ideal pentru a testa probe de mediu de contaminare fecală. Bacteria poate fi, de asemenea, cultivata cu ușurință și genetica sa este relativ simplă și ușor de manipulat printr-un proces mutagenic, făcându-l unul dintre cele mai bine studiate organisme procariote model, și o specie importanta în domeniul biotehnologiei și microbiologie.

## Vezi
- Escherichia coli enterohemoragică

## Legături externe
Materiale media legate de Escherichia coli la Wikimedia Commons